# Delegación del Gobierno en Navarra
La Delegación del Gobierno en Navarra, o Gobierno Civil de Navarra es un edificio neoclasicista rematado con un estilo herreriano que se encuentra situado en la Plaza de las Merindades número 3, en el Segundo Ensanche de Pamplona, en la capital de la Comunidad Foral de Navarra (España) y que data del siglo XX. Está protegido por un grado 2 en el catálogo del Plan Municipal de Pamplona. Constituye uno de los «hitos esenciales del paisaje urbano pamplonés.»

Situación del Gobierno Civil (Delegación del Gobierno) en el centro del Segundo Ensanche de Pamplona

## Historia
Anteriormente a la construcción del edificio la sede del Gobierno Civil había ocupado un primer piso en el Paseo de Sarasate, hasta 1915, y otro piso después en el conocido como edificio de La Agrícola, en la Plaza de San Francisco de Pamplona.
La construcción de este edificio estuvo muy afectada por cambios en los arquitectos debido a la guerra civil española. Javier Fernández Golfín realizó el primer proyecto en 1934. Una vez realizados los cimientos, dos años después el arquitecto lo modificó considerablemente. Tras el inicio de la guerra, pasó a dirigirla Serapio Esparza. En 1937, le sustituyó Víctor Eusa quien realizó el proyecto de terminación. Tras la guerra dirigió las obras José Alzugaray y Jácome que «transformó todo lo posible el edificio original recubriéndolo de piedra, alargando las ventanas y añadiendo un piso más». Este arquitecto es el artífice del aspecto exterior. A él se deben la fachada principal y las cubiertas inclinadas con mansardas que modificó en 1941. Con todo, como este arquitecto falleció antes de acabar la obra, fue Luis Felipe Gaztelu y Jácome el resposable de su finalización. Además intervino el arquitecto madrileño Luis Moya.

## Descripción
Ocupa una parcela irregular con una superficie de 1040 m2 alcanzando casi los 4.500 m2 construidos. Tiene fachadas a la plaza de las Merindades, avenida de la Baja Navarra, calle Navarro Villoslada y calle Paulino Caballero.
Inaugurado el 27 de marzo de 1945 como Gobierno Civil de Navarra, en la entonces llamada Plaza del General Mola, habían iniciado sus obras el 27 de marzo de 1935.
Es la sede desde 1982 del Delegado del Gobierno en la Comunidad Foral de Navarra desde la aprobación del Amejoramiento del Fuero, aunque la normativa se realizó en 1997. Anteriormente había sido la sede del gobernador civil en la provincia cuando se inauguró en 1945.
La inspiración herreriana es marcada con cubiertas inclinadas de pizarra, torreón, clasicismo severo en las fachadas de piedra con «paños enmarcados por pilastras llagueadas que arrancan desde el zócalo, texturado del mismo modo, a partir de la entreplanta». Sin monumentalidad y proporcional al resto de los edificios de su alrededor.
Dentro del edificio existen elementos reseñables como el vestíbulo, la escalera de honor, además de algunas salas y despachos.

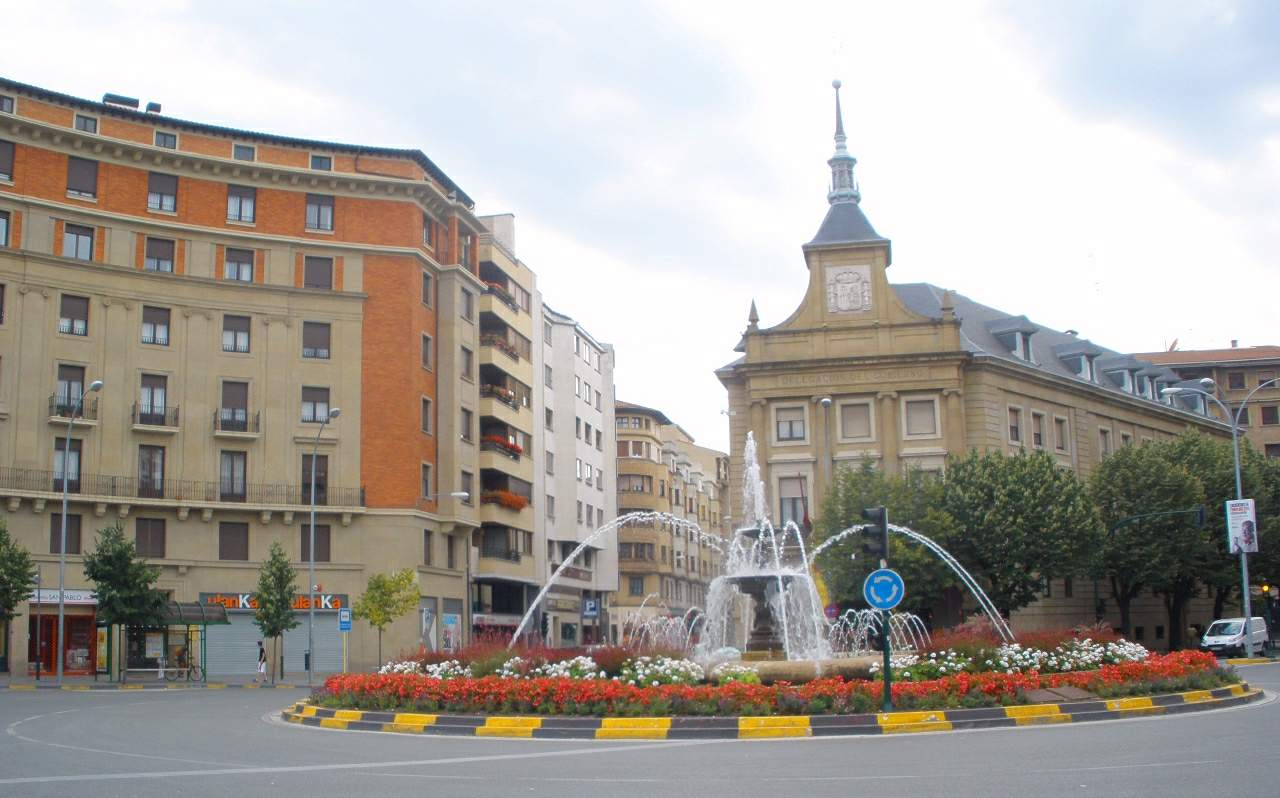
Vista de la Plaza de las Merindades con la Delegación de Gobierno al fondo